# Jan Lööf
Jan Ingemar Lööf, född 30 maj 1940 i Trollhättan, är en svensk konstnär, författare, serietecknare och jazzmusiker.

## Biografi
Jan Lööf studerade vid Konstfack 1959–1964. Han har gjort de tecknade serierna Felix 1967–1973 och Ville 1975–1976. Han gjorde också Felix som animerad TV-serie under tidigt 1970-tal. Ville gick ursprungligen som följetong i veckotidningen Vi.
Han har översatt seriealbumen om Rasmus Nalle av Carla och Vilhelm Hansen och också gjort bilderböckerna Morfar är sjörövare 1966, Sagan om det röda äpplet 1974 och Skrot-Nisse 1976. Den senare bearbetades under hans medverkan till dockfilmen Skrotnisse och hans vänner, en TV-serie i 13 avsnitt 1985.
Jan Lööf spelade Janos, en av de tre bagarna i TV-serien Tårtan (1972) och hade också en roll i filmen Du gamla, du fria från samma år. Idag bor Lööf i Grekland och Stockholm. Han har också ritat skivomslag, till exempel till Rosco Gordons skiva Rosco Rocks Again, Håkan Hellströms Du gamla du fria och Kustbandets The Man from Harlem, men framförallt till Sumpens Swingsters (numera Swingsters) plattor. År 1982 tecknade han Sveriges Radios julkalender Ett skepp kommer lastat.
År 2011 visades en större utställning av Jan Lööfs verk på Göteborgs konstmuseum. År 2012 visades utställningen "Skrot på Junibacken" på Junibacken i Stockholm.

## Familj
Jan Lööf är son till Hilding Lööf och Kerstin Wennerberg. Han var 1964–1973 gift med tecknaren och författaren Margareta Lööf Eriksson. Sedan 2012 är han gift med konstnären Inka Plengier Lööf (född 1956)